# 107 mm armata wz. 1910
107 mm armata  wz. 1910 (ros. 107-мм пушка образца 1910 года) – armata polowa zaprojektowana przez francuską firmę Schneider dla armii rosyjskiej, produkowana początkowo we Francji, następnie od 1916 w Rosji, między innymi w fabryce Putiłowa w Petersburgu. Nieznacznie zmodyfikowana wersja tej armaty została przyjęta na uzbrojenie armii francuskiej jako Canon de 105 modèle 1913. Francja dostarczała do Rosji również te działa, które były następnie przekalibrowane w rosyjskich fabrykach, co czyniło je prawie identycznymi do dział wz. 1910, poza detalami.

## Historia
W połowie 1909 roku firma Schneider dostarczyła do Rosji armatę kalibru 107 mm. W październiku tego samego roku swoją armatę tego samego kalibru do Rosji dostarczyła firma Krupp. W połowie 1910 roku odbyły się testy porównawcze obu dział. Wykazały one że obydwa mają zbliżone parametry, ale za lepiej spełniające wymagania rosyjskie uznano działo Schneidera. Nadzorująca testy komisja zaleciła przy tym zastosowanie w obu działach niższego łoża. Dzięki temu mniejsza miała być masa działa oraz łatwiejsze maskowanie. Wadą niższych lawet było zmniejszenie maksymalnej długości odrzutu (w przypadku działa Schneidera 1100 zamiast 1500 mm). Jeszcze w tym samym roku odbyły się testy obu dział na niskich łożach. Ostatecznie do uzbrojenia postanowiono przyjąć działo Schneidera. Działo firmy Krupp na prośbę producenta zostało zwrócone do Niemiec.
Armata Schneidera została przyjęta do uzbrojenia armii rosyjskiej pod oznaczeniem 42-линейная полевая тяжелая пушка обр. 1910 г. (ros. 42-liniowa ciężka armata polowa wz. 1910). 11 października 1910 roku zawarto kontrakt na produkcję dział wz. 1910 we Francji. Ze strony rosyjskiej produkcję nadzorować miał pułkownik Bardiel von Bardielius. Zamówiono 40 dział dla artylerii fortecznej, 76 dla 19 baterii artylerii ciężkiej i 8 dział zapasu wojennego. W 1911 roku do Rosji dotarła pierwsza seryjna armata wz. 1910. Do końca 1912 roku dostarczono 40 dział, a dostawy zamówionych dział zakończyły się w 1913 roku.
Rosja zamówiła 200 dział tego typu także we Włoszech, ale wybuch rewolucji spowodował, że nie zostały one dostarczone. 
Produkcję armat wz. 1910 uruchomiono także w kilku zakładach położonych na terenie Rosji. W 1914 zamówienie na armaty wz. 1910 otrzymały zakłady putiłowskie. Zawarto z nimi dwa kontrakty, w ramach których miały dostarczyć odpowiednio 50 i 265 armat wz. 1910. Pierwszy kontrakt został zrealizowany w całości, produkcję dział zamówionych w drugim przerwała rewolucja. Petersburska Fabryka Dział 27 lipca 1912 roku otrzymała zamówienie na 100 dział wz. 1910. Tu produkcję dział wz. 1910 zakończono w październiku 1917 roku. Zakłady obuchowskie otrzymały w czerwcu 1915 roku zamówienie na 400 armat wz. 1910. Produkcję dział tego typu zakończono w tych zakładach pod koniec lat 20. Już po rewolucji, w 1927 roku produkcję dział wz. 1910 rozpoczęto w zakładach permskich. Produkcja działa była kontynuowana przez Związek Radziecki, między innymi w fabryce w Omsku.
W chwili wybuchu I wojny światowej Rosja posiadała 76 dział tego typu w dziewiętnastu czterodziałowych bateriach artylerii ciężkiej i 8 dział w zapasie. Ponadto 23 działa służyły w fortecach na zachodnich granicach Rosji.
Wraz z uruchomieniem produkcji dział w Rosji w 1916 ich liczba wzrosła i według danych z 15 czerwca 1917 wynosiła 189.
W 1930 roku rozpoczęto w ZSRR prace nad zmodernizowaną wersją armaty wz. 1910. Weszła ona do uzbrojenia jako 107 mm armata wz. 1910/30.